# Бује Лорец
Бује Лорец (фр. Bouillé-Loretz) насеље је и општина у западној Француској у региону Поату-Шарант, у департману Де Севр која припада префектури Бресир.
По подацима из 2011. године у општини је живело 1053 становника, а густина насељености је износила 39,32 становника/km². Општина се простире на површини од 26,78 km². Налази се на средњој надморској висини од 52 метара (максималној 86 m, а минималној 35 m).

## Демографија
| 1962. | 1968. | 1975. | 1982. | 1990. | 1999. | 2006. | 2011. |
| ----- | ----- | ----- | ----- | ----- | ----- | ----- | ----- |
| 1.381 | 1.401 | 1.355 | 1.275 | 1.130 | 1.060 | 1.051 | 1.053 |

График промене броја становника у току последњих година